# Chiesa dei Santi Maria Assunta e Prosdocimo
La chiesa dei Santi Maria Assunta e Prosdocimo è la parrocchiale di Camponogara, in città metropolitana di Venezia e diocesi di Padova; fa parte del vicariato di Campagna Lupia.

## Storia

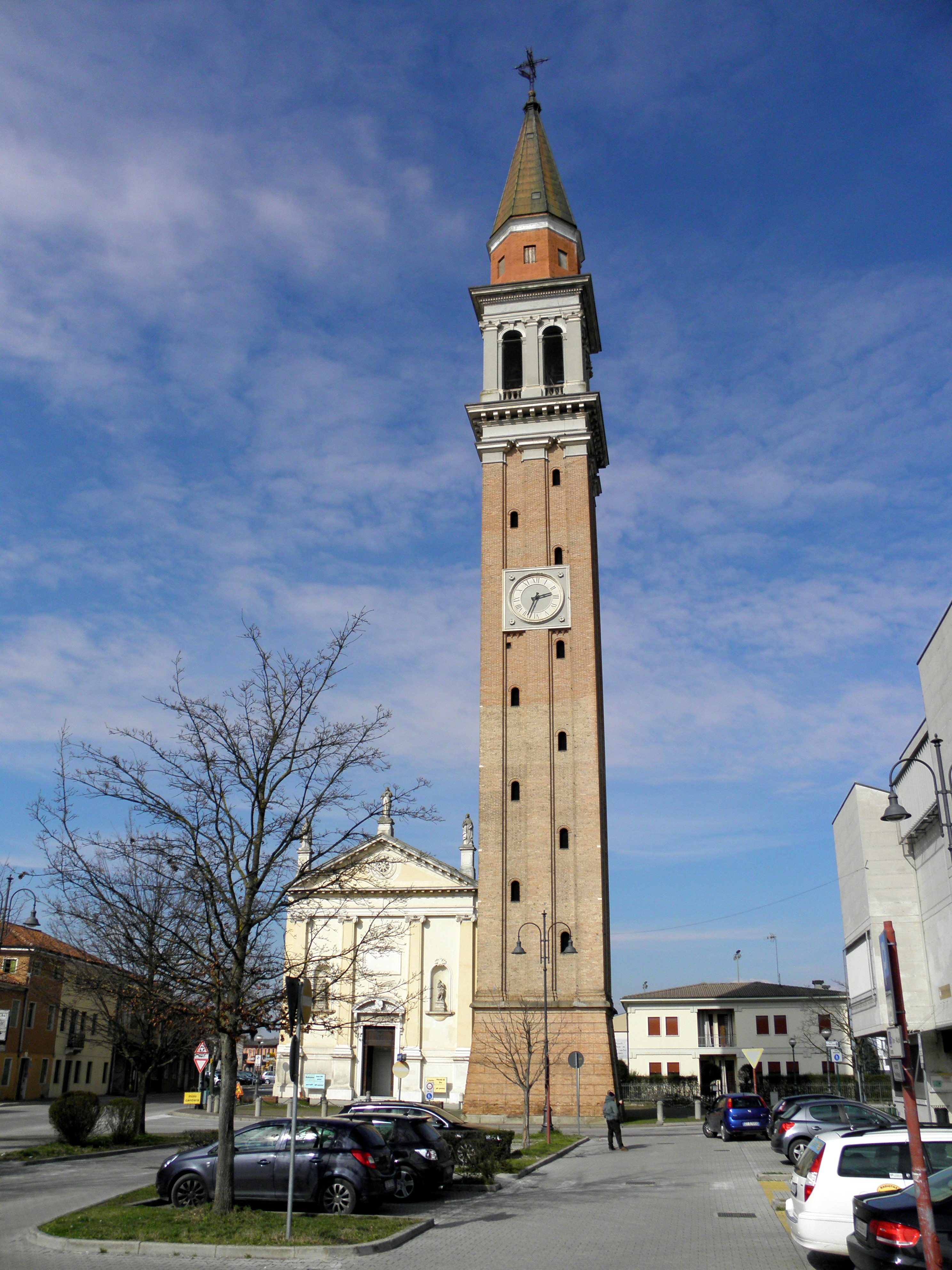
La chiesa ed il campanile

Sembra che a Camponogara esistesse una cappella già nel VII secolo ed era filiale della pieve di Lova. Un documento del 1297 indica la chiesa con il solo titolo di Santa Maria.
Ancora oggi si conserva una descrizione dell'antica chiesa, redatta dal vescovo Pietro Barozzi nel 1489 durante una visita pastorale.
La nuova parrocchiale venne costruita tra il 1774 ed il 1792 e fu consacrata nel 1812 dal vescovo di Padova Francesco Scipione Dondi dall'Orologio.
Alla fine del XIX secolo venne edificato il campanile e, nel Novecento, la chiesa venne restaurata.

## Descrizione

### Interno
Un'opera di assoluto valore presente all'interno della chiesa è il ciclo di affreschi, dipinto con colori a pastello molto vivaci dal pittore padovano Costantino Cedini tra il 1785 e il 1790; l'affresco dell'abside raffigura Santa Maria Assunta con i santi Prosdocimo e Pietro. Lo stesso artista artista realizzò, tra i pilastri della navata, dodici scomparti con dipinti raffiguranti storie dell'Antico Testamento e, nelle nicchie sottostanti, sono dipinte con la tecnica del chiaroscuro figure di profeti. Altre opere di pregio è la testa di Cherubino, opera in marmo scolpito di fattura veneziana e il San Paolo, originariamente collocato nella non più esistente chiesa veneziana di San Stin e realizzato nel Settecento dallo scultore Giovanni Maria Morlaiter.

### Campanile e campane
Il campanile, posto sul sagrato precedente la chiesa anticipandola, è alto circa 70 metri. È uno dei campanili più alti d'Italia e contiene un concerto di 5 campane montate con il sistema alla veronese in scala diatonica maggiore di Re3.